# Суперкупа на Македония
Суперкупата на Македония (на македонска литературна норма: Македонски Супер Куп) е футболно състезание, което се провежда на четна година между победителя на Първа македонска футболна лига и носителя на националната купа.

## Мачове

### 2011
| 24 юли 2011 18:30 |

| Шкендия Тетово                        | 2 – 1  | Металург Скопие        |
| ------------------------------------- | ------ | ---------------------- |
| Неби Мустафи 6' (дуз.) Ерсан Сали 84' | Доклад | 87' Любомир Стеванович |

| Филип II Македонски, Скопие 2000 зрители Съдия: Димитър Мечкаровски (Скопие) |

### 2013
| 28 юли 2013 20:00 |

| Вардар           | 1 – 0  | Тетекс |
| ---------------- | ------ | ------ |
| Филип Петров 54' | Доклад |        |

| Филип II Македонски, Скопие 100 зрители Съдия: Димитър Мечкаровски (Скопие) |

### 2015
| 23 септември 2015 20:00 |

| Вардар              | 1 – 1  | Работнички        |
| ------------------- | ------ | ----------------- |
| Филип Ивановски 11' | Доклад | 47' Блаже Илиоски |

| Филип II Македонски, Скопие 1500 зрители Съдия: Александър Ставрев |

|                                               | Дузпи |                                                    |
| Хамбарцумян Стойков Ивановски Глигоров Фелипе | 4 – 3 | Цикарски Вуйчич Илиевски Алтипармаковски Ристевски |

## Представяне по отбори
| Клуб           | Носител | 2-ри | Година     |
| -------------- | ------- | ---- | ---------- |
| Вардар         | 2       | 0    | 2013, 2015 |
| Шкендия Тетово | 1       | 0    | 2011       |